# Mayo Chiki!
Mayo Chiki! (jap. まよチキ!) ist eine Light-Novel-Reihe des japanischen Autors Hajime Asano mit Illustrationen von Seiji Kikuchi. Der erste Band wurde im November 2009 veröffentlicht. Elf weitere Bände der Romanreihe erschienen beim Verlag Media Factory unter dem Label MF Bunko J.
Mayo Chiki! wurde sowohl durch zwei Manga-Reihen als auch durch eine gleichnamige Anime-Fernsehserie adaptiert.

## Handlung
Die Erzählungen von Mayo Chiki! konzentrieren sich auf das Umfeld des Oberschülers Kinjirō Sakamachi (坂町 近次郎, Sakamachi Kinjirō), der eines Tages eine ungewöhnliche Entdeckung macht. Der Butler Subaru Konoe (近衛 スバル, Konoe Subaru), ganz im Dienste der reichen Familie Suzutsuki und deren Tochter und Schülerin Kanade Suzutsuki (涼月 奏, Suzutsuki Kanade) unterstellt, entpuppt sich nämlich vor den Augen des Protagonisten als Frau. Entsprechend stark fällt die Reaktion von Subaru aus, die ihn am liebsten umbringen will. Schließlich kommt er hinter das Geheimnis, dass Kanade keinen männlichen Butler hat, was ganz im Gegensatz zur Tradition der beiden Familien steht. Subaru darf diese Aufgabe aber nur so lange wahrnehmen, ohne Schande über ihre Familie zu bringen, wie dieser Umstand niemandem bekannt ist.
Die ersten Versuche Subarus, ihn zu beseitigen, übersteht er jedoch aufgrund täglichen, unfreiwilligen Trainings mit seiner jüngeren Schwester Kureha Sakamachi (坂町 紅羽, Sakamachi Kureha) schadlos. Ganz ihrer Mutter nacheifernd, ist sie davon besessen, eine große Kämpferin zu werden, weshalb sie Kinjirō auch immer wieder als Testobjekt missbraucht. Da Subaru keinen Erfolg dabei hatte, ihn zu beseitigen, bekommt schließlich auch ihre Herrin Kanade Kinjirōs Entdeckung mit und stellt fest, dass Kinjirō „allergisch“ auf Frauen reagiert, was sich in meist sofortigem Nasenbluten äußert. Kanade, die als ziemlich sadistisch beschrieben werden kann, entwirft daher den Plan, dass Kinjirō Subarus Geheimnis bewahrt und ihm Subaru im Gegenzug dabei helfen soll, seine Allergie durch eine Art Hyposensibilisierung zu überwinden.
Bedingt durch diese Situation verlieben sich Subaru und Kinjirō, was in der Schule als eine Liebe zwischen zwei Jungen aufgefasst wird. Er sieht sich aber nicht nur mit dem Vorwurf konfrontiert, schwul zu sein, sondern wird auch von den aus Mädchen bestehenden beiden Fanclubs Subarus verachtet, die ihn als Konkurrenz um dessen Gunst sehen. Während der erste dieser zwei Fanclubs gegenüber der scheinbar homoerotischen Beziehung Subarus und Kinjirōs opponiert, versucht der zweite Verein aus Fujoshis, sich für das junge, frisch erwachende Glück der beiden einzusetzen, und duelliert sich dafür im Bedarfsfall auch mit der ersten Gruppe.
Während sich das Paar immer näher kommt, wird dieser Prozess durch allerlei Missverständnisse und durch die Notwendigkeit der Aufrechterhaltung von Subarus Tarnung immer wieder behindert: neben den Umständen, dass sich beide nicht öffentlich als Pärchen zeigen können und dass Kinjirōs Schwester Kureha sich Hals über Kopf in Subaru verliebt, auch dadurch, dass augenscheinlich auch Kanade ihrerseits Gefühle für Kinjirō entwickelt, wobei nie wirklich klar wird, inwieweit sie es nur genießt, ihren Sadismus an ihm auszuleben.

## Entstehung und Veröffentlichungen

### Light Novel
Die sich an ein vorwiegend männliches Publikum richtende Romanreihe Mayo Chiki! wurde von dem japanischen Autor Hajime Asano geschrieben. Die für Light Novels typischen Illustrationen, die als einzelne Seiten zwischen den Handlungsabschnitten eingefügt sind, wurden von Seiji Kikuchi gezeichnet.
Der erste Band erschien in Japan am 21. November 2009 beim von Media Factory herausgegebenen Imprint MF Bunko J. Alle zwölf Bände (Stand: 20. Oktober 2015) sind dort veröffentlicht worden:
- Bd. 01: ISBN 978-4-8401-3084-4, 25. November 2009
- Bd. 02: ISBN 978-4-8401-3155-1, 25. Januar 2010
- Bd. 03: ISBN 978-4-8401-3278-7, 23. April 2010
- Bd. 04: ISBN 978-4-8401-3453-8, 23. Juli 2010
- Bd. 05: ISBN 978-4-8401-3550-4, 25. Oktober 2010
- Bd. 06: ISBN 978-4-8401-3697-6, 25. Januar 2011
- Bd. 07: ISBN 978-4-8401-3894-9, 25. April 2011
- Bd. 08: ISBN 978-4-8401-3940-3, 24. Juni 2011
- Bd. 09: ISBN 978-4-8401-4240-3, 22. September 2011
- Bd. 10: ISBN 978-4-8401-4367-7, 25. Januar 2012
- Bd. 11: ISBN 978-4-8401-4547-3, 25. April 2012
- Bd. 12: ISBN 978-4-8401-4639-5, 23. Juli 2012

Die Reihe endete wie geplant mit dem 12. Band.

### Manga
Aufbauend auf der Light-Novel-Reihe entstanden zwei Manga-Adaptionen. Erstere trägt wie die Vorlage den Titel Mayo Chiki! und wurde von NEET gezeichnet. Abgedruckt wurde sie in dem monatlich erscheinenden Manga-Magazin Comic Alive ab der September-Ausgabe 2010 (Juli 2010). Inhaltlich ist der Manga eine Nacherzählung der Romanreihe. Die einzelnen Kapitel dieser Adaption wurden zu sieben  Tankōbon-Ausgaben zusammengefasst:
- Bd. 1: ISBN 978-4-8401-3387-6, 23. Oktober 2010
- Bd. 2: ISBN 978-4-8401-4003-4, 23. Juni 2011
- Bd. 3: ISBN 978-4-8401-4037-9, 22. September 2011
- Bd. 4: ISBN 978-4-8401-4495-7, 22. Juli 2012
- Bd. 5: ISBN 978-4-8401-4750-7, 22. November 2012
- Bd. 6: ISBN 978-4-8401-5057-6, 23. Mai 2013
- Bd. 7: ISBN 978-4-04-066243-5, 23. Januar 2014

Eine zweite Adaption als Manga erschien unter dem Titel Mayo Mayo! (まよマヨ!) und wurde von Yū Eichi gezeichnet. Die Handlung setzt auf einem vergleichbaren Szenario auf. Jedoch wurde der männliche Protagonist durch die weibliche, lesbische Hauptfigur Hinata Yaoi ersetzt, die als Bedienstete in der Villa von Kanade Suzutsuki arbeiten soll und sich prompt in Subaru verliebt. Die Mangareihe erschien in dem von Kadokawa Shoten herausgegebenen Magazin Nyantype ab der 14. Ausgabe (Ende November 2010). Die Kapitel wurden in zwei Tankōbon zusammengefasst:
- Bd. 1: ISBN 978-4-04-715727-9, 25. Juni 2011
- Bd. 2: ISBN 978-4-04-120084-1, 26. Januar 2012